# Bairdoppilata verdesensis
Bairdoppilata verdesensis is een mosselkreeftjessoort uit de familie van de Bairdiidae. De wetenschappelijke naam van de soort is voor het eerst geldig gepubliceerd in 1943 door Le Roy.